# Javaanse kuifarend
De Javaanse kuifarend (Nisaetus bartelsi; synoniem: Spizaetus bartelsi) is een roofvogel uit de familie van de Accipitridae (Havikachtigen). Het is een bedreigde, endemische vogelsoort op het Indonesische eiland Java.

## Taxonomie
De vogel werd in 1924 beschreven door Erwin Stresemann en de wetenschappelijke naam is een eerbetoon aan vader en/of zoon Max Bartels jr., beiden van oorsprong Duitse vogelkundigen die veel hebben bijgedragen aan de kennis over de vogels van Java tijdens hun verblijf in Nederlands-Indië en daarbij contact hielden met de natuurhistorische musea in Leiden en Berlijn.

## Kenmerken
De vogel is 56 tot 60 cm lang en heeft een spanwijdte van 110 tot 130 cm. De vogel is van boven donkerbruin, heeft een duidelijke donkere, bijna zwarte kuif en een witte kin met langs het wit een zwarte, naar beneden lopende streep. De borst en buik zijn voorzien van bruin gekleurde horizontale strepen. De staart is voorzien van 3 tot 4 donkere brede banden.

## Verspreiding en leefgebied
Deze soort is endemisch op Java waar de vogel zeldzaam is en alleen voorkomt op de laatste restjes natuurlijk bos. Volgens literatuur uit 2016 zijn er ook waarnemingen op het naburige eiland Bali. Het leefgebied is vooral regenwoud, maar ook wel gedegradeerd bos, dat nog voorkomt op rotsige hellingen, die verder ook rijk begroeid zijn. De meeste waarnemingen zijn gedaan op hoogten tussen 500 en 1000 m boven zeeniveau.

## Status
De Javaanse kuifarend leeft in een bedreigd type leefgebied en daardoor is de kans op uitsterven aanwezig. De grootte van de populatie werd in 2017 door BirdLife International geschat op drie- tot vijfhonderd volwassen individuen en de populatie-aantallen nemen verder af. Het leefgebied wordt aangetast door ontbossing waarbij natuurlijk bos wordt omgezet in gebied voor agrarisch gebruik onder anderen door het veroorzaken van bosbranden, ook in formeel beschermde gebieden. Daarnaast is er handel in deze vogelsoort die volgens een publicatie uit 2009 openlijk op vogelmarkten te koop worden aangeboden. Om deze redenen staat deze soort als bedreigd op de Rode Lijst van de IUCN.
Formeel gelden beperkingen voor de handel in deze vogel, want de soort staat in de Bijlage II van het CITES-verdrag.